# Oy vey
Oy vey (jiddisch: אױ װײ) er et jiddisch udtryk, der skal udtrykke klagen, utilfredshed eller irritation.
| Sprog | Spire Denne artikel om sprog er en spire som bør udbygges. Du er velkommen til at hjælpe Wikipedia ved at udvide den. |